# Grunge

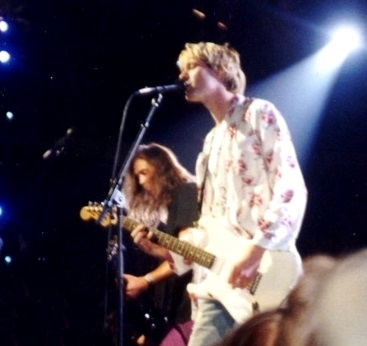
Nirvana (1992)

Grunge (englisch für ‚Schmuddel‘, ‚Dreck‘) ist ein Genre der Rockmusik und eine im Zusammenhang damit entstandene Subkultur. Der Ursprung des vor allem in den 1990er-Jahren populären Musikstils lag in der US-amerikanischen Undergroundbewegung. Grunge wurde auch als Seattle-Sound bezeichnet und wird oft als eine Vermischung von Punkrock, Underground-Garagenrock und Hardrock angesehen. Die frühe Grunge-Bewegung drehte sich um Seattles unabhängiges Plattenlabel Sub Pop und die Underground-Musikszene der Region.

## Klangcharakteristik
Der „Grunge-Sound“ beruht hauptsächlich auf dem Gitarrensound des Hard Rocks der 1970er-Jahre, insbesondere von traditionellen, früheren Heavy-Metal-Gruppen wie Black Sabbath (deutlicher Einfluss zum Beispiel bei Soundgarden, teils auch bei Alice in Chains und Pearl Jam), und der Ästhetik des Punkrocks, speziell des amerikanischen Hardcore-Punks mit Bands wie Black Flag. Alex DiBlasi ist der Ansicht, dass Indie-Rock eine dritte Schlüsselquelle sei, wobei der wichtigste Einfluss auf das „Freiform“-Geräusch von Sonic Youth zurückzuführen sei. Während sich einige der Bands mehr in Richtung Metal (Soundgarden, Alice in Chains) bewegten und andere sich mehr dem Punkrock-Einfluss (Nirvana, Mudhoney, 7 Year Bitch) verschrieben hatten, so war tatsächlich bei allen Grunge-Bands aus Seattle der charakteristische „Seattle-Sound“ aufzufinden. Charles R. Cross, Musikjournalist aus Seattle, definiert Grunge als verzerrten, heruntergestimmten und riffbasierten Rock, der lautes E-Gitarren-Feedback und harte, „schwerfällige“ Basslines zur Unterstützung seiner Songmelodien verwende.
Grunge-Musik hat eine sogenannte „hässliche“ Ästhetik, sowohl im Dröhnen der verzerrten E-Gitarren als auch in den dunkleren lyrischen Themen. Dieser Ansatz wurde gewählt, um sowohl dem „glatten“, eleganten Sound des damals vorherrschenden Mainstream-Rocks entgegenzuwirken, als auch, weil Grunge-Künstler die „Hässlichkeit“, die sie um sich herum sahen, widerspiegeln und ein Licht auf unsichtbare „Tiefen und Verderbtheit“ der realen Welt werfen wollten.
Dieser Weltschmerz war dabei keineswegs immer nur Pose: Die Sänger von Nirvana und Soundgarden, Kurt Cobain und Chris Cornell, nahmen sich das Leben. Weitere Musiker aus der Grunge-Szene (unter anderem Layne Staley und Scott Weiland) starben an Heroin oder anderen Drogen.

## Geschichte

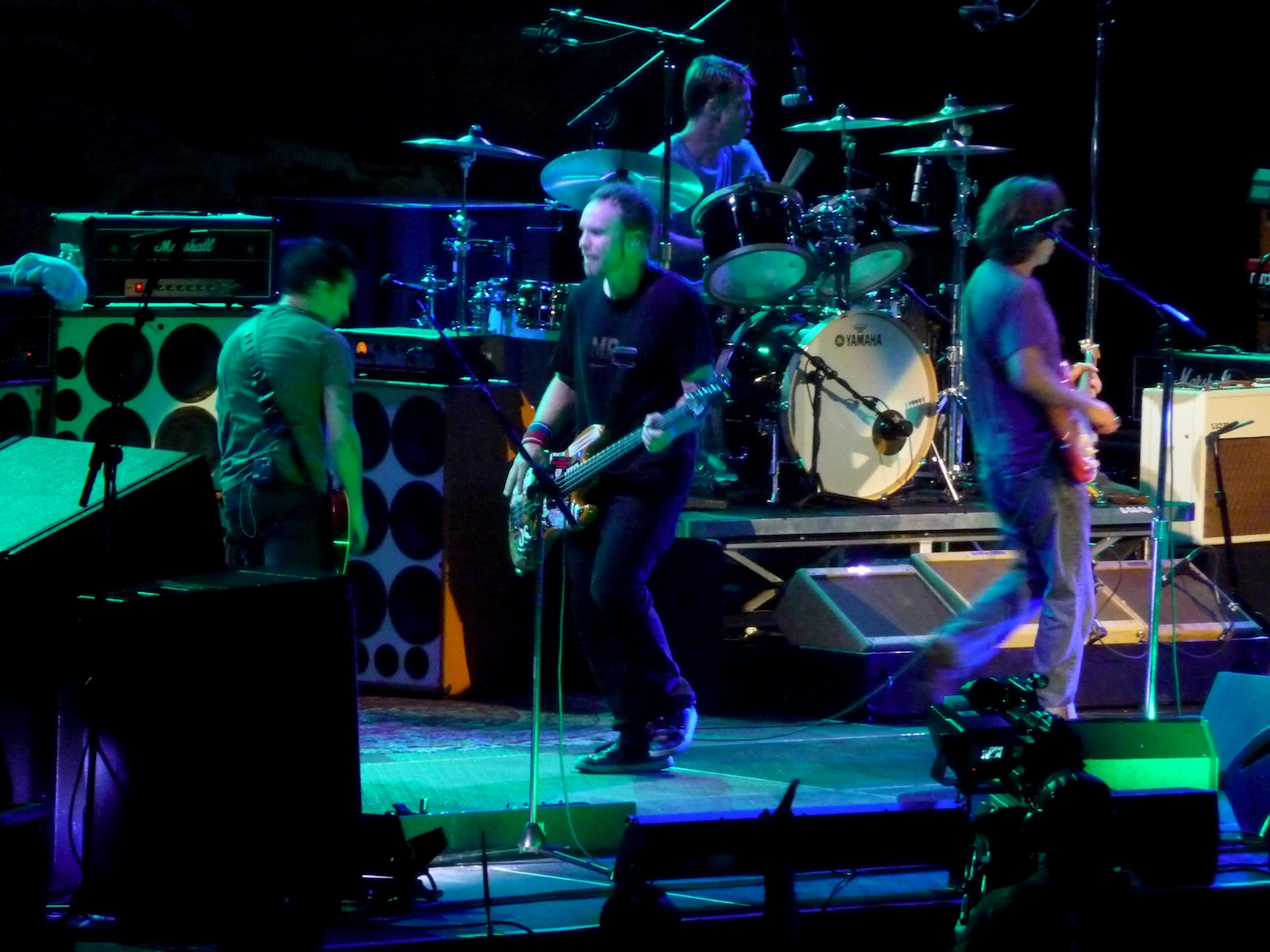
Pearl Jam (2009)

Die Bezeichnung Grunge wurde erstmals in den 1960er- und 1970er-Jahren für den Stil einiger Bands verwendet. Sie wurde weniger als Subgenre gesehen, sondern als kennzeichnend für einen rau und „dreckig“ wirkenden Klang. Neil Young (& Crazy Horse), The Stooges und The Velvet Underground beispielsweise fielen zu dieser Zeit im Vergleich zu anderen Bands des Rock-Genres dadurch auf, dass sie mit akustischer Rückkopplungen besonders der E-Gitarre experimentierten. Zudem wirkte ihr Gitarrenspiel weniger „sauber“ und „glatt“ als das des musikalischen Mainstreams dieser Zeit. Vielmehr sollte der Klang roh und ungeschliffen wirken, was durch Einsatz von Verzerreffekten hervorgehoben wurde. Auch wurden die Aufnahmen in der Regel wenig bis gar nicht im Studio bearbeitet. Dadurch wirkte die Musik generell „unkonventionell“ und „unabhängig“. Dieser Stil prägte den Sound der Musikszene aus Seattle, die Ende der 1980er- und Anfang der 1990er-Jahre aufkam. Erst seit dieser Zeit und durch kontinuierlich steigende Popularität von Bands wie Nirvana, Pearl Jam, Alice in Chains oder Soundgarden wurde „Grunge“ auch als Begriff für ein Subgenre der Rockmusik verwendet.

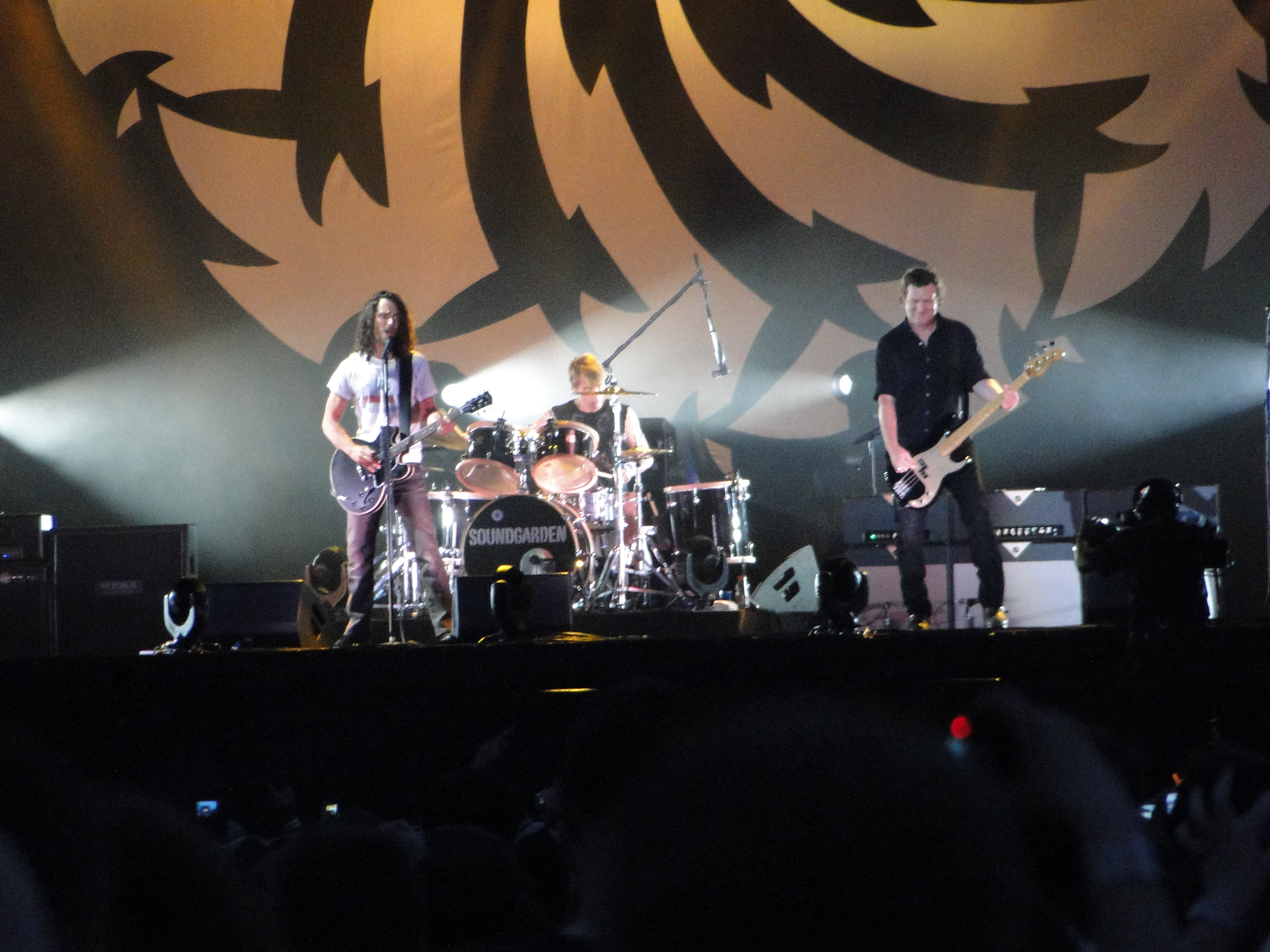
Soundgarden (2010)

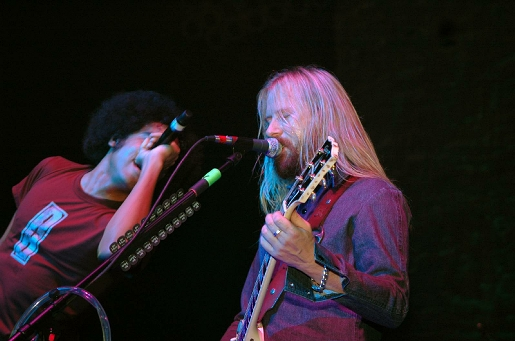
Alice in Chains (2006)

Zu den ersten Bands, die in diesem Bereich experimentierten, gehörten Wipers und Mission of Burma, deren Stil in den späten 1970ern und frühen 1980ern dem vorherrschenden Punk-Publikum zu rockig oder, im Falle von Mission of Burma, zu komplex war. Später folgte Hüsker Dü, deren Ursprünge in der Punkszene lagen. Sie kombinierten die Energie des Punk-Rock mit dem komplexeren Songwriting des Rock und erreichten damit Mitte der 1980er-Jahre ein größeres Publikum. Einen Schritt weiter bewegten sich Dinosaur Jr., die mit ihrer Nähe zum klassischen Rock im Stil von Neil Young und einem extrem übersteuerten Gitarrensound mit Wah-Wah-Effekten im Stil des Garagenrock der 1960er Jahre auffielen. Kurt Cobain, Sonic Youth und andere Vertreter des Grunge bezeichneten Neil Young als ihre Haupt-Inspirationsquelle, weswegen er auch als „Godfather of Grunge“ bezeichnet wird. Weitere Einflüsse waren Sonic Youth, Big Black, Butthole Surfers und andere Vertreter des Noise-Rock. Die Veröffentlichungen ganzer Musiklabels wie zum Beispiel Homestead Records, SST Records oder Amphetamine Reptile waren ausschlaggebend. Prägend für die Szene waren College-Rundfunksender, die diese Independent-Musik oft spielten, sowie der eher provinzielle Charakter der Region um Seattle, einer Gegend, in der nur unbekannte Musiker eine Auftrittsmöglichkeit suchten.
Mitte der 1980er bildete sich ein Kern in der Szene Seattles, zu dem neben Green River, Soundgarden und The U-Men auch The Melvins gehörten. Zu diesem Zeitpunkt entstand auch die Bezeichnung Grunge als Genrebegriff.
1988 wurde in Seattle das Plattenlabel Sub Pop gegründet, bei dem Aufnahmen lokaler Bands wie Tad, Mudhoney, Nirvana und Soundgarden erschienen. Ein großer Teil der Aufnahmen wurde von Jack Endino produziert. Es kristallisierte sich ein Klang heraus, den man für geeignet hielt, als „Seattle-Sound“ vermarktet zu werden. Ein Jahr später wurde ein Rockjournalist des britischen Melody-Maker-Magazins auf diese Produktionen aufmerksam, worauf im März 1989 der Artikel „Seattle, Rock City“ erschien. In Seattle sorgte dieser Artikel für große Aufregung. Der Rest der Welt zeigte zunächst nur mäßiges Interesse.
Das änderte sich schlagartig, als im September 1991 das Album Nevermind von Nirvana erschien. Auslöser des Medienrummels war der Song Smells Like Teen Spirit. Die Musikindustrie und die Medien entwickelten fortan ein ausgeprägtes Interesse für die Musikszene in Seattle. Das Magazin Spin beschrieb es in der Dezember-Ausgabe von 1992 mit den Worten: „Seattle ist momentan für die Rockwelt, was Bethlehem für das Christentum ist.“ Bands ohne Plattenvertrag wurden plötzlich unter Vertrag genommen. Andere Bands, die schon bei einem Independent-Label unter Vertrag waren, wurden per Vertriebsvertrag an die großen Plattenfirmen weitergereicht. Als die künstlerisch bedeutendsten und kommerziell erfolgreichsten Bands etablierten sich die „großen Vier“ Nirvana, Pearl Jam, Alice in Chains und Soundgarden.
Die Kommerzialisierung der Szene ging schnell vonstatten. Markante Bekleidungsstücke wie das Flanellhemd wurden als neue Mode verkauft. So wurde ein banaler Alltagsgegenstand zum Dresscode der Grunge-Szene und drang in den Mainstream vor.

## Kritik
Der Medienrummel um Grunge war bei den Kritikern ein beliebtes Angriffsziel. Die Entwicklung zeigt, wie die Musikindustrie mit einer Handvoll Bands und deren Auftreten in Bezug auf Aussehen und Attitüde einen Hype produzierte, von dem sie noch heute zehrt. Doch neben dem erwünschten Aspekt, dem Eintreten in den Fokus der öffentlichen Wahrnehmung, kamen auch negative Aspekte hinzu. So kam es, dass sich nach dem Tode Cobains die meisten Grunge-Bands auflösten oder aus dem Blickfeld der breiteren Masse verschwanden.
Sämtliche Metal-Genres hatten mit dem Aufstieg des Grunge an Popularität verloren. Auf Nachfrage äußerte sich 1994 Joey DeMaio von Manowar über die Grunge-Szene: „Gibt es ein Wort für etwas, das rangmäßig noch unter Scheiße steht?“ Ob daraus der Frust über eigenen Popularitätsverlust spricht oder ob es sich dabei um eine für die Band typische derbe Wahrung ihrer True-Metal-Attitüde handelt, sei dahingestellt.

„Wir hatten das Gefühl, dass diese Seattle-Grunge-Bands all den Spaß im Rock’n’Roll getötet haben. Es gab keine Lichtshows mehr, keine coolen Klamotten, keine Effekte. Die Musiker zogen sich wie Penner an. Deshalb wurde auch der Hip Hop so groß. Da haben die Künstler wenigstens wieder über Bares und Bräute gesprochen und nicht darüber, wie beschissen das Leben ist.“

Dass Grunge so einen Rundumschlag bewirkte und den Massengeschmack so sehr veränderte, kam also für viele Musiker damals ebenfalls überraschend. Neben Frust und negativer Kritik gab es jedoch auch positive Stimmen dazu, etwa von John Such, dem ehemaligen Bassisten von Bon Jovi, der Grunge als „erfrischend“ lobte, oder auch von Sebastian Bach, der den neuen, anderen Klang begrüßte.
Umgekehrt entstand ein anderes Rockmusik-Genre, der Britpop, teilweise als Reaktion auf die Dominanz des Grunge im Vereinigten Königreich. Im Gegensatz zum Grollen des Grunge wurde Britpop durch „jugendlichen Überschwang und Wunsch nach Anerkennung“ definiert. Britpop-Künstler äußerten sich lautstark über ihre Verachtung für Grunge. In einem Interview mit NME aus dem Jahr 1993 stimmte Damon Albarn von der Britpop-Band Blur mit der Behauptung des Interviewers John Harris überein, dass Blur eine „Anti-Grunge-Band“ war, und sagte: „Nun, das ist gut. Wenn es im Punk darum ging, Hippies loszuwerden, dann werde ich Grunge los“.

## Bedeutende Vertreter
- Alice in Chains
- Blind Melon
- Green River
- Hole
- Local H
- Mad Season
- Malfunkshun
- The Melvins
- Mother Love Bone
- Mudhoney
- Nirvana
- Pearl Jam
- Screaming Trees
- Skin Yard
- Soundgarden
- Stone Temple Pilots
- Tad
- Temple of the Dog

## Bekannte Labels
- City Slang
- Kill Rock Stars
- Amphetamine Reptile
- SST Records
- Homestead Records
- Sub Pop
- Touch and Go Records
- Wind-Up Records
- Geffen Records

## Grunge-Filme
Bekannte Filme, die etwas mit der Grunge-Musik aus Seattle direkt zu tun haben oder das Thema beinhalten, sind zum Beispiel:
- Singles – Gemeinsam einsam
- Last Days
- Hype!
- 1991: The Year Punk Broke